# Andónios Pepanós
Andónios Pepanós (en grec Αντώνιος Πεπανός, però també Πέπανος, Patres, 1866 - 1918) va ser un nedador grec que va prendre part en els Jocs Olímpics de 1896, a Atenes.
Pepanós acabà en segona posició la prova dels 500 metres lliures amb un temps de 9' 57,6", a més d'un minut i mig del vencedor, l'austríac Paul Neumann.